# Thymolftaleïne
Thymolftaleïne is een zuur-base-indicator. Het omslaggebied van thymolftaleïne ligt tussen pH 9,3 en 10,5. Bij een pH lager dan ca. 9,3 is het kleurloos; bij een pH hoger dan 10,5 is het blauw. Het wordt onder meer gebruikt als indicator bij het titreren van basische oplossingen.
Thymolftaleïne is een trifenylmethaankleurstof, zoals fenolftaleïne dat van kleurloos naar rood verkleurt bij een iets lagere pH (8,2-10).

## Synthese
Thymolftaleïne wordt gesynthetiseerd via een Friedel-Craftsacylering uit ftaalzuuranhydride: